# Mose Allison
Mose John Allison, Jr., född 11 november 1927 i Tippo i Tallahatchie County i Mississippi, död 15 november 2016 i Hilton Head Island i South Carolina, var en amerikansk jazzpianist och sångare.
Han föddes i Tallahatchie County, i mitten av Mississippi Delta. Han spelade piano i grammar school och trumpet i high school. Han började på college vid University of Mississippi och Louisiana State University. Efter att han tjänstgjort i USA:s armé flyttade han till New York för att fortsätta med sin jazzkarriär.
Han kallas ibland "jazzens William Faulkner." Hans musik har influerat många blues- och rockartister, inklusive The Rolling Stones, John Mayall, J. J. Cale och The Who, som har gjort "Young Man Blues" till sin signatur på deras liveframträdanden. Blue Cheer har också spelat in en version av hans "Parchman Farm" på deras debutalbum. Både The Yardbirds och The Misunderstood har gjort versioner av hans låt "I'm Not Talking".
Hans sång "Look Here" spelades av The Clash på deras album Sandinista!. Leon Russell gjorde en cover på Allisons låt "Smashed!" på sitt album Carney. Van Morrison gav ut ett helt album med Allisons låtar vid namn Tell Me Something: The Songs of Mose Allison, och Elvis Costello spelade in "Everybody's Cryin' Mercy" på sitt album Kojak Variety och "Your Mind Is On Vacation" på King of America (Bonus Tracks).
Han är pappa till låtskrivaren Amy Allison.

## Diskografi
- 1957 - Back Country Suite
- 1957 - Local Color
- 1957 - Mose Allison Sings
- 1958 - Young Man Mose
- 1958 - Ramblin' With Mose
- 1959 - Autumn Song
- 1959 - A Modern Jazz Premiere
- 1959 - Transfiguration of Hiram Brown
- 1960 - I Love the Life I Live
- 1961 - V-8 Ford Blues
- 1961 - Take to the Hills
- 1962 - That's Jazz
- 1962 - I Don't Worry About a Thing
- 1962 - Swingin' Machine
- 1964 - The Song of Mose Allison
- 1964 - The Word from Mose Allison
- 1965 - Wild Man on the Loose
- 1965 - Mose Alive!
- 1965 - Down Home Piano
- 1968 - I've Been Doin' Some Thinkin'
- 1969 - Hello There, Universe
- 1971 - Western Man
- 1972 - Mose in Your Ear (live)
- 1976 - Your Mind is on Vacation
- 1978 - Pure Mose (live)
- 1982 - Middle Class White Boy
- 1982 - Lesson in Living (live)
- 1987 - Ever Since the World Ended
- 1988 - The Best of Mose Allison
- 1989 - My Backyard
- 1993 - The Earth Wants You (live)
- 1994 - Creek Bank (inspelat 1958)
- 1994 - Allison Wonderland Anthology
- 1997 - Gimcracks and Gewgaws
- 2001 - The Mose Chronicles: Live in London, vol. 1
- 2002 - The Mose Chronicles: Live in London, vol. 2
- 2009 - The Way Of The World